# 低空經濟

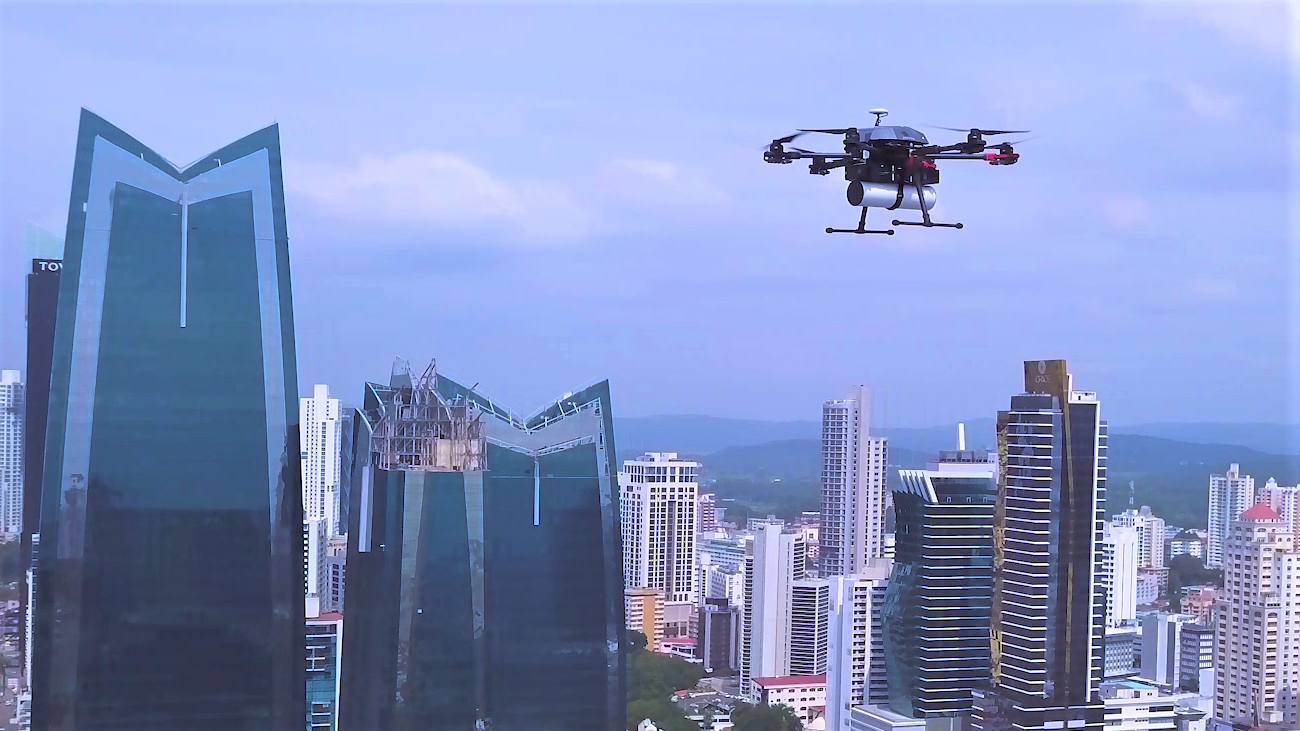
在巴拿馬市上空飛行中的一架送貨無人機

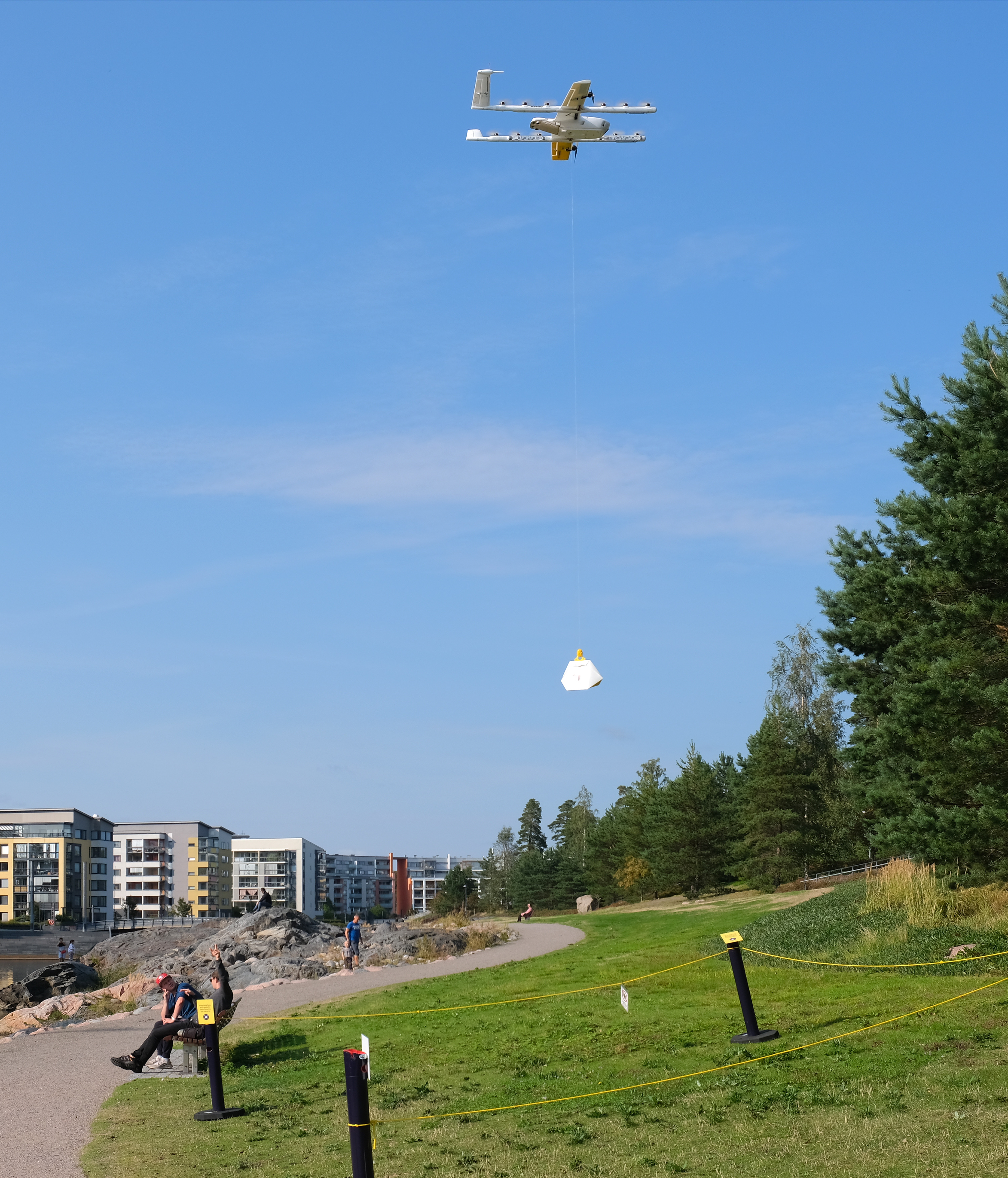
在芬蘭赫爾辛基的一架送貨無人機正在使用吊索將貨物空降到住宅大廈附近的一處草坪

低空經濟是一種利用有人駕駛的飛行器或無人機在低高度的空域内进行私人、商業及公共服務的經濟形態，當中包括運送貨物、郵件派送、外賣送遞、短程客運或通勤服務、以及农业航空、空中消防和航空测量等专业服务。因为这些低空飞行器一般會在距離地面500—1,000（1,600—3,300英尺）（如有需要可以扩展至3000米）以下的高度运作，远低于正常航空的飞行高度，所以这类商貿行為被稱為低空經濟，不過實際可飛行的高度，及無人機是否可進行超視距飛行，需要依據各地的法規而定。值得留意的是，雖然無人機的應用在2010年代以後大行其道，但低空經濟也包括由人在飛行器上駕駛或載人的飛行器，例如飛行的士，所以低空經濟並不等於無人機運輸。

## 範疇

### 消費類應用
利用無人機進行個人或團體的私人航拍、無人機表演，技術已日趨成熟，使用載人飛行器在低空進行觀光及私人飛行，也屬於消費類的領域。

### 物流及運輸
利用無人機派送貨品，配合自動避障及自動定位，可提高配送效率，目前無人機用於物流派送已經達到實用化的階段。使用電動飛行器進行載客運輸，目前也在實驗階段。

### 公共服務
無人機可以應用於緊急搜救、遙感測繪、消防和災害現場勘察，配合熱成像技術、三維地圖，加上抵抗惡劣天氣能力，可降低救援人員及勘察人員在高危地區所面對的風險，從而提升優化資源分配及城市規劃的效率。美國有部分州分已啟用由無人機投遞自動體外去顫器，協助急救的服務，期望可提升突發性心臟病者在偏遠地區的存活率。

## 外部連接
维基共享资源上的相關多媒體資源：低空經濟